# De Ruyter (Schiff, 1885)
Die De Ruyter war ein Ungeschützter Kreuzer der Königlich Niederländischen Marine, des späten 19. Jahrhunderts.

## Geschichte
Das Schiff wurde als vierte Einheit der Atjeh-Klasse, 1879 in der Rijkswerf in Amsterdam auf Kiel gelegt. Der Stapellauf erfolgte ein Jahr später 1880 und die Indienststellung 1885. Sie war das fünfte Schiff, das nach Michiel de Ruyter – einem berühmten niederländischen Admiral des 17. Jahrhunderts – benannt wurde.
Bei einer Fahrt durch den Suezkanal nach Niederländisch-Indien trat ein Maschinenschaden auf, der erst bei der Onrust-Werft in Batavia repariert werden konnte. Es folgten Einsätze zum Schutz niederländischer Handelsschiffe in Brasilien und ab 1896 war sie wieder in Ostasien eingesetzt und transportierte Hilfsgüter für die Erdbebenopfer von Ambon. Nach der Rückkehr in die Niederlande wurde die De Ruyter 1899 ausgemustert und 1900 zum Verschrotten verkauft.